# (10733) Georgesand
(10733) Georgesand est un astéroïde de la ceinture principale.

## Description
(10733) Georgesand est un astéroïde de la ceinture principale. Il fut découvert par Eric Walter Elst le 11 février 1988 à La Silla. Il présente une orbite caractérisée par un demi-grand axe de 2,9 UA, une excentricité de 0,082 et une inclinaison de 2,98° par rapport à l'écliptique.
Il fut nommé en hommage à l'écrivain français Amantine Aurore Lucile Dupin, baronne Dudevant (1804-1876), connue sous le pseudonyme de George Sand.

## Compléments